# Chrysopodes flavescens
Chrysopodes flavescens là một loài côn trùng trong họ Chrysopidae thuộc bộ Neuroptera. Loài này được Blanchard in Gay miêu tả năm 1851.